# 大島康德
大島康德（日语：／ Ōshima Yasunori，1950年10月16日—2021年6月30日），日本棒球選手，出生於大分縣中津市，職棒球員時期曾經效力於日本職棒中日龍、日本火腿，於1994年退休，生涯通算382支全壘打、2204支安打。2000年至2002年擔任日本火腿總教練。
2021年6月30日，因大腸癌病逝，享壽70歲。